# Harley-Davidson Sprint-serie
De Harley-Davidson Sprint-serie is een serie motorfietsen die door het Italiaanse merk Aermacchi werd geproduceerd voor de Amerikaanse markt.
In 1960 kocht Harley-Davidson 50% van de aandelen van Aermacchi. Dat had voor beide bedrijven voordelen: Harley-Davidson kon op die manier haar modellenaanbod uitbreiden met lichtere (250 cc) modellen en Aermacchi kon haar productie uitbreiden in andere bedrijfshallen waardoor men meer ruimte kreeg voor de bouw van de Aeronautica Macchi-vliegtuigen.
In eerste instantie kregen alle modellen andere tanklogo's (Aermacchi Harley-Davidson), maar in Europa werden ze nog steeds als "Aermacchi" verkocht.

## Harley-Davidson Sprint C/Aermacchi Wisconsin
De Aermacchi-motorfietsen droegen Italiaanse namen als Ala Azzurra, Ala Bianca, Ala Rossa en Ala Verde. De Sprint C was bestemd voor de Amerikaanse markt en was feitelijk een Ala Verde 250 met een hoger stuur. Aermacchi bracht de machine zelf ook uit, onder de naam Wisconsin, de staat waarin Milwaukee, de vestigingsplaats van Harley-Davidson, ligt.
De Sprint C/Wisconsin had een luchtgekoelde eencilinder kopklepmotor met stoterstangen. De cilinder lag vrijwel plat onder een hoek van 165°. Aan het linker uiteinde van de krukas zat een meervoudige natte platenkoppeling en van daaruit werd de versnellingsbak door tandwielen aangedreven. Deze had aanvankelijk vier versnellingen die door een hak-teen schakeling aan de linkerkant werden geschakeld. Er was een 24 mm Dell'Orto carburateur gemonteerd en de benzinetank bevatte 17 liter. De machine had een ruggengraatframe met een centrale buis en aan de voorkant was een Upside Down-voorvork gemonteerd. Achter zat een normale swingarm met twee veer/demperelementen. Het achterframe was helemaal veranderd met twee oplopende delen vanaf de onderkant van de versnellingsbak naar de bovenste ophangpunten van de schokdempers.

## Harley-Davidson Sprint CR en Sprint CRTT
De Sprint CR (Competition Racer) dirttrackracer en CRTT wegracer werden uitsluitend in Amerika geleverd. Men kocht eigenlijk alleen een in Milwaukee geproduceerd frame en wielen (zonder banden). De overige onderdelen werden dan vanuit Italië verstuurd en zo kon men zelf een Sprint C of Sprint H ombouwen tot dirttrack of wegracemachine. In het Amerikaanse AMA Grand National Championship moesten de coureurs dirttracks en een wegrace rijden en ze hadden dus verschillende typen motorfietsen nodig. In 1965 werden de motoren voor deze zelfbouw-motorfietsen herzien. Ze kregen een boring/slagverhouding van 72 × 61 mm, een meervoudige droge platenkoppeling en op verzoek kon ook een vijfversnellingsbak worden geleverd. De ontwikkelingen van de motorblokken volgden nu die van de "echte" Aermacchi racer Ala d'Oro. Dit blok kon uiteindelijk wel 35 pk bij 10.000 tpm leveren. Het waren ook niet de minste coureurs die hun carrière in de Verenigde Staten begonnen met de CR/CRTT: Mark Brelsford, Cal Rayborn, Gene Romero en Carroll Resweber. Tuners konden lange of korte drijfstangen gebruiken en ook gegoten of gesmede zuigers.

## Harley-Davidson Sprint H/Aermacchi Wisconsin H (Harley-Davidson Sprint Scrambler)
In 1962 verscheen de Harley-Davidson Sprint H, niet als vervanger van de C, maar als toevoeging. De Sprint H was een scrambler, voorloper van de allroad, maar met nog zeer beperkte aanpassingen. Men noemde het wel een "Green Lanes Bike". De machine had heel beperkte terreinmogelijkheden en week ook uiterlijk niet veel af van de C. De Sprint H werd een van de best verkopende machines in de Verenigde Staten. In 1963 werden er al 1416 geproduceerd, in 1964 1550, in 1965 2500 en in 1966 4700, in 1967 2.000. Ter vergelijking: van de Sprint C werden in al de jaren nog geen 1.000 exemplaren verkocht.

## Harley-Davidson Sprint CRS
Hoewel de Scrambler tamelijk succesvol was, was het toch geen volwaardige enduromotor en men besloot de vraag naar een meer sportgerichte motorfiets te beantwoorden met de Sprint CRS. Die verscheen in 1965 en had toen nog de gebruikelijke Upside Down-voorvork (later werd deze vervangen door een Ceriani telescoopvork). Er was een 27 mm Dell'Orto SS1 racecarburateur gemonteerd. Uit allerlei zaken bleek dat het een echte sportmotor was. De redactie van Cycle World kon de koude motor niet met de kickstarter starten vanwege de hoge compressie en de vaste ontsteking. Door het naar voren geplaatste zadel en het hoge stuur werd de machine meer als een dirttrackracer beschouwd. De Sprint CRS was niet geschikt voor gebruik op de weg; hij had geen verlichting en een toerenteller op de plaats van de snelheidsmeter. Wanneer de Sprint CRS werd gewijzigd is niet bekend, maar in 1968 waren de specificaties anders. Zo was er de eerder genoemde Ceriani-voorvork en Ceriani achtervering, maar de toerenteller haalde nu 12.000 tpm (was 10.000 tpm) en er waren vreemd genoeg nog maar 4 versnellingen aan boord. De tank was groter geworden en mat nu 11 liter.

## Aermacchi Harley-Davidson Sprint SS 250 en Sprint SS 350
.

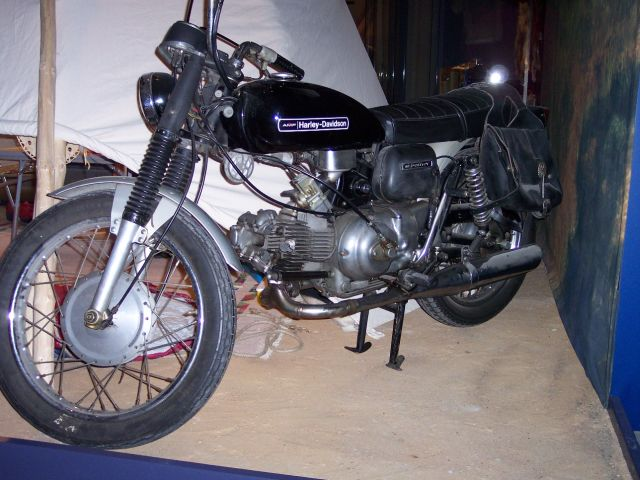
Sprint SS 350 met nog het oude ruggengraatframe.

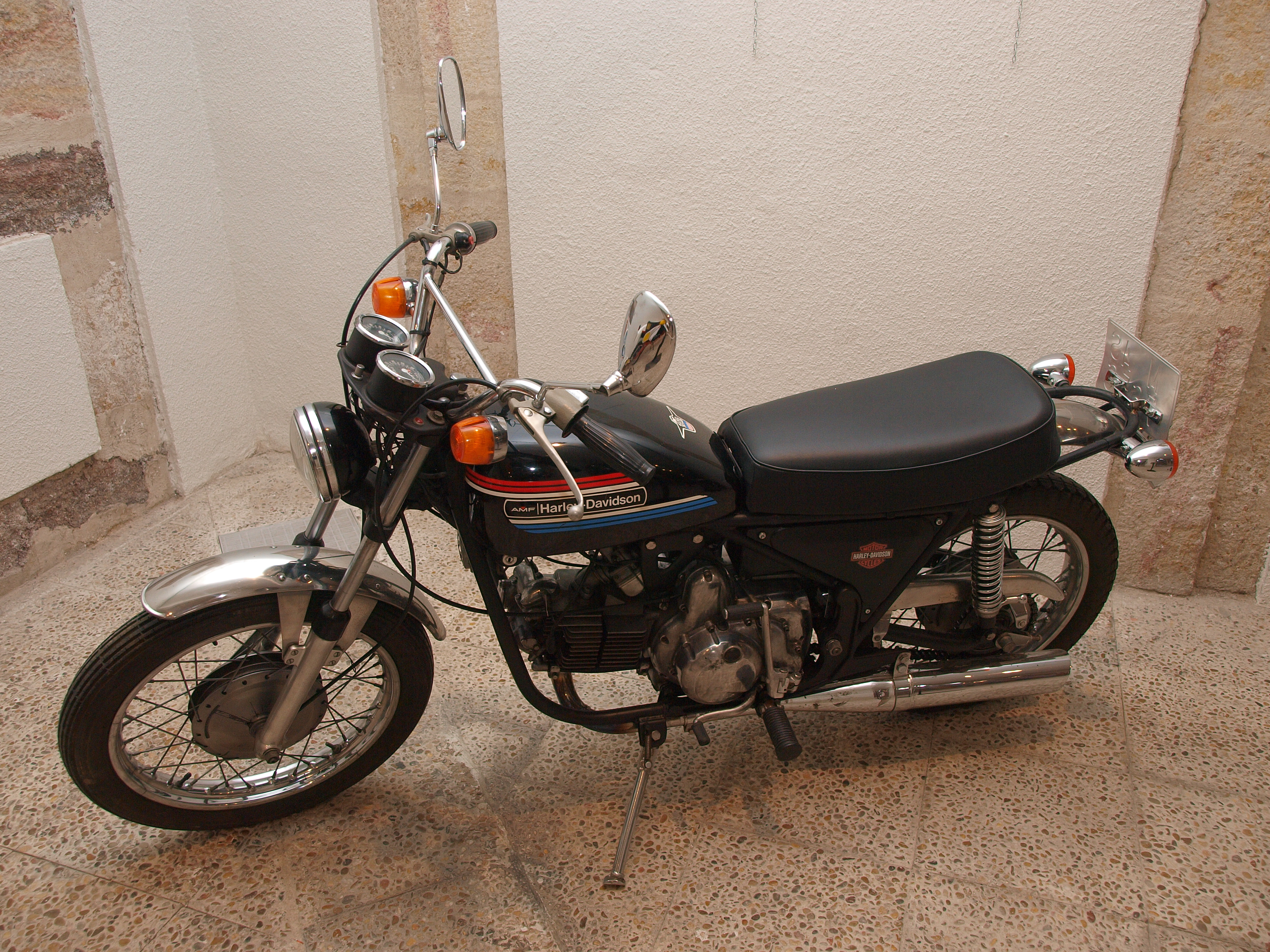
Sprint SS 350 uit 1974 met dubbel wiegframe

In 1967 werd de Sprint wat moderner van snit. Inwendig veranderde er niet veel, maar het model zag er wat sportiever uit en aan de motor viel het volledig gesloten kleppendeksel op, waardoor ook dat een strakker uiterlijk kreeg. De Sprint SS bleef maar twee jaar in productie. In 1969 werd de motor vergroot tot 350 cc. De uiterlijke veranderingen bleven beperkt. Het ruggengraatframe bleef gehandhaafd maar de machine kreeg nu wel een telescoopvork. Hij had ook nog steeds vier versnellingen en leverde 25 pk. Er was echter in 1968 al een concurrent verschenen, die vooral op de Amerikaanse markt een bedreiging voor Aermacchi was: de Honda CB 350 tweecilinder leverde 34 pk én had een startmotor. Aermacchi liet een vergelijkende test uitvoeren en besloot dat er een nieuwe offroadmotor moest komen omdat de concurrentie van de straatmodellen te sterk werd. Daarom begon men met de ontwikkeling van de Sprint SX 350, maar in 1973 werd ook de SS 350 nog een keer helemaal vernieuwd. De 6 volt elektrische installatie werd vervangen door een 12 volt installatie wat het gebruik van een (Japanse) startmotor mogelijk maakte. Er kwam een grotere carburateur en het vermogen steeg naar 29 pk. De belangrijkste verandering zat in het rijwielgedeelte: er kwam een dubbel wiegframe.

## Harley-Davidson Sprint ERS
In 1969 verscheen een nieuwe dirttrackracer, de Sprint ERS. Er werden tot 1972 slechts 102 exemplaren geproduceerd. Het was de 350 cc versie van de Sprint CRS. De ERS-blokken zijn te herkennen aan de uitstulping aan de voorkant van de rechter carterhelft, waar de racemagneet achter zat. De machine was uitsluitend bestemd voor de Amerikaanse markt en is erg zeldzaam. Er is dan ook weinig over bekend.

## Aermacchi Harley-Davidson Sprint GT 350
De Sprint 350 GT verschilde nauwelijks van de eerste serie van de Sprint SS 350 en toen Harley-Davidson Aermacchi in 1972 geheel overnam ging het model uit productie. De naam "Harley-Davidson" kwam nu nog uitsluitend op de tank te staan en de SS kon het marktaandeel van de Sprint GT gemakkelijk overnemen. Die kreeg immers alle vernieuwingen. De Sprint 350 GT werd geproduceerd van 1969 tot 1972. Er werden 2.920 exemplaren geproduceerd.

## Aermacchi GTS 350 en TV 350

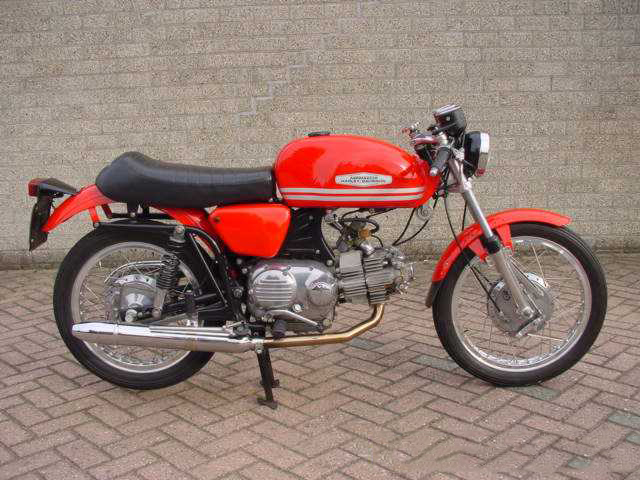
TV 350 uit de 2e serie in 1972, daarom ook wel "TV 72" genoemd

Op de tentoonstelling van Milaan in 1969 verscheen de Sprint 350 GTS al, maar het zou tot maart 1971 duren tot de machine op de markt kwam, tegelijk met de 350 TV (Turismo Veloce). Opmerkelijk was dat men was teruggegaan naar de ouderwetse kleppendeksels, waarschijnlijk omdat de gesloten kleppendeksels te strak van uiterlijk waren. De oude cilinderkoppen waren ook steeds op de Ala d'Oro racers gebruikt en de link met die machine bepaalde ook het sportieve imago van de machines. Met de GTS en de TV kwamen nu een echt toermodel en een sportmotor op de markt. De GTS had daarom een hoog stuur en een 27 mm carburateur en een vermogen van 25 pk, de TV had een laag stuur, een sportzadel en een 30 mm carburateur en leverde 29 pk. Typisch voor de GTS en de TV waren de dubbele uitlaten. Het uitlaatsysteem splitste zich direct onder de cilinder en aan weerszijden van het achterwiel zat een demper.

## Harley-Davidson Sprint SX 350
In 1971 kwam deze opvolger van de Sprint H op de markt, in eerste instantie met de nieuwe, gladde kleppendeksels van de Sprint SS 350 en nog een ruggengraatframe. In 1972, toen Harley-Davidson volledige eigenaar van Aermacchi werd, verdwenen alle Aermacchi-viertaktmotoren uit de catalogus, behalve de Sprint SS 350 en de Sprint SX 350. Die werden juist opgewaardeerd met een dubbel wiegframe, een vijfversnellingsbak, meer vermogen en de oude, door velen mooier gevonden, kleppendeksels.

## Technische gegevens 250 cc modellen
| Periode                | 1961-1967                         | 1961-1966/1961-1967                                                             | 1962-1967                                                           | 1965-1970                                                             | 1967-1968                         |                             |         |         |
| Categorie              | toermotor                         | dirttrackracer/productieracer                                                   | scrambler                                                           | scrambler/dirttrackracer                                              | toermotor                         |                             |         |         |
| Motortype              | viertakt OHV                      | viertakt OHV                                                                    | viertakt OHV                                                        | viertakt OHV                                                          | viertakt OHV                      | viertakt OHV                |         |         |
| Bouwwijze              | liggende (165°) eencilinder       | liggende (165°) eencilinder                                                     | liggende (165°) eencilinder                                         | liggende (165°) eencilinder                                           | liggende (165°) eencilinder       | liggende (165°) eencilinder |         |         |
| boring                 | 66 mm                             | 66 mm                                                                           | 66 mm vanaf 1965: 72 mm                                             | 72 mm                                                                 | 72 mm                             |                             |         |         |
| slag                   | 72 mm                             | 72 mm                                                                           | 72 mm vanaf 1965: 61 mm                                             | 61 mm                                                                 | 61 mm                             |                             |         |         |
| Cilinderinhoud         | 246,3 cc                          | 246,3 cc                                                                        | 246,3 cc vanaf 1965: 248,4 cc                                       | 248,4 cc                                                              | 248,4 cc                          |                             |         |         |
| Carburateur            | Dell'Orto UB24 BS2                | diversen                                                                        | Dell'Orto UB24 BS2                                                  | Dell'Orto SS1 27 D 1968: Dell'Orto SS1 30 1969-1970: Dell'Orto SS1 35 | onbekend                          |                             |         |         |
| Smeersysteem           | wet sump systeem                  | wet sump systeem                                                                | wet sump systeem                                                    | wet sump systeem                                                      | wet sump systeem                  | wet sump systeem            |         |         |
| Compressieverhouding   | 8,5:1                             | onbekend                                                                        | 8,5:1 vanaf 1965: 9,2:1                                             | 10:1                                                                  | onbekend                          |                             |         |         |
| Max. Vermogen          | 11,8 kW/16 pk                     | 11,8 kW/16 pk vanaf 1965: ca. 26 kW/35 pk bij 10.000 tpm                        | 12,5 kW/17 pk bij 6.800 tpm vanaf 1965: 13,2 kW/18 pk bij 6.750 tpm | 20,6 kW/28 pk bij 8.500 tpm                                           | onbekend                          |                             |         |         |
| Topsnelheid            | 140 km/h                          | onbekend                                                                        | 130 km/h                                                            | 135 km/h                                                              | onbekend                          |                             |         |         |
| Primaire aandrijving   | tandwielen                        | tandwielen                                                                      | tandwielen                                                          | tandwielen                                                            | tandwielen                        | tandwielen                  |         |         |
| koppeling              | meervoudige natte platenkoppeling | meervoudige natte platenkoppeling vanaf 1965: meervoudige droge platenkoppeling | meervoudige natte platenkoppeling                                   | meervoudige natte platenkoppeling (racekoppeling)                     | meervoudige natte platenkoppeling |                             |         |         |
| versnellingen          | 4                                 | 4 vanaf 1965: 4 of 5 naar keuze                                                 | 4, vanaf 1965: 5                                                    | 5 in 1968: 4                                                          | onbekend                          |                             |         |         |
| Secundaire aandrijving | ketting                           | ketting                                                                         | ketting                                                             | ketting                                                               | ketting                           | ketting                     | ketting | ketting |
| Rijwielgedeelte        | ruggengraatframe                  | diversen                                                                        | ruggengraatframe                                                    | ruggengraatframe                                                      | ruggengraatframe                  |                             |         |         |
| Voorvork               | Upside Down-voorvork              | telescoopvork                                                                   | Upside Down-voorvork                                                | Upside Down-voorvork vanaf 1967: telescoopvork                        | Upside Down-voorvork              |                             |         |         |
| Achtervork             | swingarm                          | swingarm                                                                        | swingarm                                                            | swingarm                                                              | swingarm                          | swingarm                    |         |         |
| Remmen                 | trommelremmen                     | trommelremmen                                                                   | trommelremmen                                                       | trommelremmen                                                         | trommelremmen                     | trommelremmen               |         |         |
| Tankinhoud             | 17 liter                          | onbekend                                                                        | 13,5 liter                                                          | 9,1 liter 1968: 11 liter                                              | onbekend                          |                             |         |         |
| Droog gewicht          | 118 kg                            | onbekend                                                                        | 123 kg                                                              | 120 kg (met half gevulde tank)                                        | onbekend                          |                             |         |         |

## Technische gegevens 350 cc modellen
| Aermacchi Harley-Davidson | Sprint SS 350                                                       | Sprint ERS 350                    | Sprint GT 350                     | TV 350                            | GTS 350                           | Sprint SX 350                                                       |
| ------------------------- | ------------------------------------------------------------------- | --------------------------------- | --------------------------------- | --------------------------------- | --------------------------------- | ------------------------------------------------------------------- |
| Periode                   | 1969-1974                                                           | 1969-1972                         | 1969-1972                         | 1971-1972                         | 1971-1972                         | 1971-1974                                                           |
| Categorie                 | toermotor                                                           | dirttrackracer                    | toermotor                         | sportmotor                        | toermotor                         | allroad                                                             |
| Motortype                 | viertakt OHV                                                        | viertakt OHV                      | viertakt OHV                      | viertakt OHV                      | viertakt OHV                      | viertakt OHV                                                        |
| Bouwwijze                 | liggende (165°) eencilinder                                         | liggende (165°) eencilinder       | liggende (165°) eencilinder       | liggende (165°) eencilinder       | liggende (165°) eencilinder       | liggende (165°) eencilinder                                         |
| boring                    | 74 mm                                                               | 74 mm                             | 74 mm                             | 74 mm                             | 74 mm                             | 74 mm                                                               |
| slag                      | 80 mm                                                               | 80 mm                             | 80 mm                             | 80 mm                             | 80 mm                             | 80 mm                                                               |
| Cilinderinhoud            | 344,1 cc                                                            | 344,1 cc                          | 344,1 cc                          | 344,1 cc                          | 344,1 cc                          | 344,1 cc                                                            |
| Carburateur               | Dell'Orto VHB 27 A vanaf 1973: Dell'Orto VHB 30 A                   | onbekend                          | Dell'Orto VHB 27 A                | Dell'Orto VHB 30 A                | Dell'Orto VHB 27 A                | Dell'Orto VHB 30 AS                                                 |
| Smeersysteem              | wet sump systeem                                                    | wet sump systeem                  | wet sump systeem                  | wet sump systeem                  | wet sump systeem                  | wet sump systeem                                                    |
| Compressieverhouding      | 9:1                                                                 | onbekend                          | 9:1                               | 9:1                               | 9:1                               | 9:1                                                                 |
| Max. Vermogen             | 18,4 kW/25 pk bij 7.000 tpm vanaf 1973: 21,3 kW/29 pk bij 7.000 tpm | onbekend                          | 18,4 kW/25 pk bij 7.000 tpm       | 21,3 kW/29 pk bij 7.500 tpm       | 18,4 kW/25 pk bij 7.000 tpm       | 18,4 kW/25 pk bij 7.000 tpm vanaf 1973: 21,3 kW/29 pk bij 7.000 tpm |
| Topsnelheid               | 140 km/h vanaf 1973: 160 km/h                                       | onbekend                          | 140 km/h                          | 160 km/h                          | 140 km/h                          | 150 km/h                                                            |
| Primaire aandrijving      | tandwielen                                                          | tandwielen                        | tandwielen                        | tandwielen                        | tandwielen                        | tandwielen                                                          |
| koppeling                 | meervoudige natte platenkoppeling                                   | meervoudige natte platenkoppeling | meervoudige natte platenkoppeling | meervoudige natte platenkoppeling | meervoudige natte platenkoppeling | meervoudige natte platenkoppeling                                   |
| versnellingen             | 4, vanaf 1973: 5                                                    | 4                                 | 4                                 | 5                                 | 5                                 | 4                                                                   |
| Secundaire aandrijving    | ketting                                                             | ketting                           | ketting                           | ketting                           | ketting                           | ketting                                                             |
| Rijwielgedeelte           | ruggengraatframe vanaf 1973: dubbel wiegframe                       | ruggengraatframe                  | ruggengraatframe                  | ruggengraatframe                  | ruggengraatframe                  | ruggengraatframe vanaf 1973: dubbel wiegframe                       |
| Voorvork                  | telescoopvork                                                       | telescoopvork                     | telescoopvork                     | telescoopvork                     | telescoopvork                     | telescoopvork                                                       |
| Achtervork                | swingarm                                                            | swingarm                          | swingarm                          | swingarm                          | swingarm                          | swingarm                                                            |
| Remmen                    | trommelremmen                                                       | trommelremmen                     | trommelremmen                     | trommelremmen                     | trommelremmen                     | trommelremmen                                                       |
| Tankinhoud                | 10 liter                                                            | onbekend                          | 10 liter                          | 15 liter                          | 15 liter                          | 10 liter                                                            |
| Droog gewicht             | 140 kg                                                              | onbekend                          | 140 kg                            | 140 kg                            | 140 kg                            | 135 kg                                                              |